# Galaxy Express 999
Galaxy Express 999 (銀河鉄道999?, Ginga Tetsudō Surī Nain) è una serie manga e anime creata da Leiji Matsumoto nel 1977 che si inserisce nello stesso universo narrativo di altre serie dello stesso autore come Capitan Harlock e Queen Emeraldas, con le quali condivide anche alcuni personaggi.
Questa serie è tratta dall’opera di Kenji Miyazawa Una notte sul treno della Via Lattea. L’opera è caratterizzata da un forte pessimismo che la distingue anche dalle altre opere. Dalla serie sono stati tratti alcuni lungometraggi cinematografici e altre serie televisive. Vi compaiono personaggi di altri lavori di Matsumoto, tra cui Capitan Harlock, Emeraldas, la nave di Star Blazers e viceversa, creando una continuità nota come "Leijiverse". Nel 1996, Matsumoto ha iniziato una nuova serie di GE999, ambientata un anno dopo la prima, in cui la Terra viene distrutta e Masai cerca di scoprire l'origine dell'"oscurità" che minaccia la vita di tutto l'universo.

## Trama

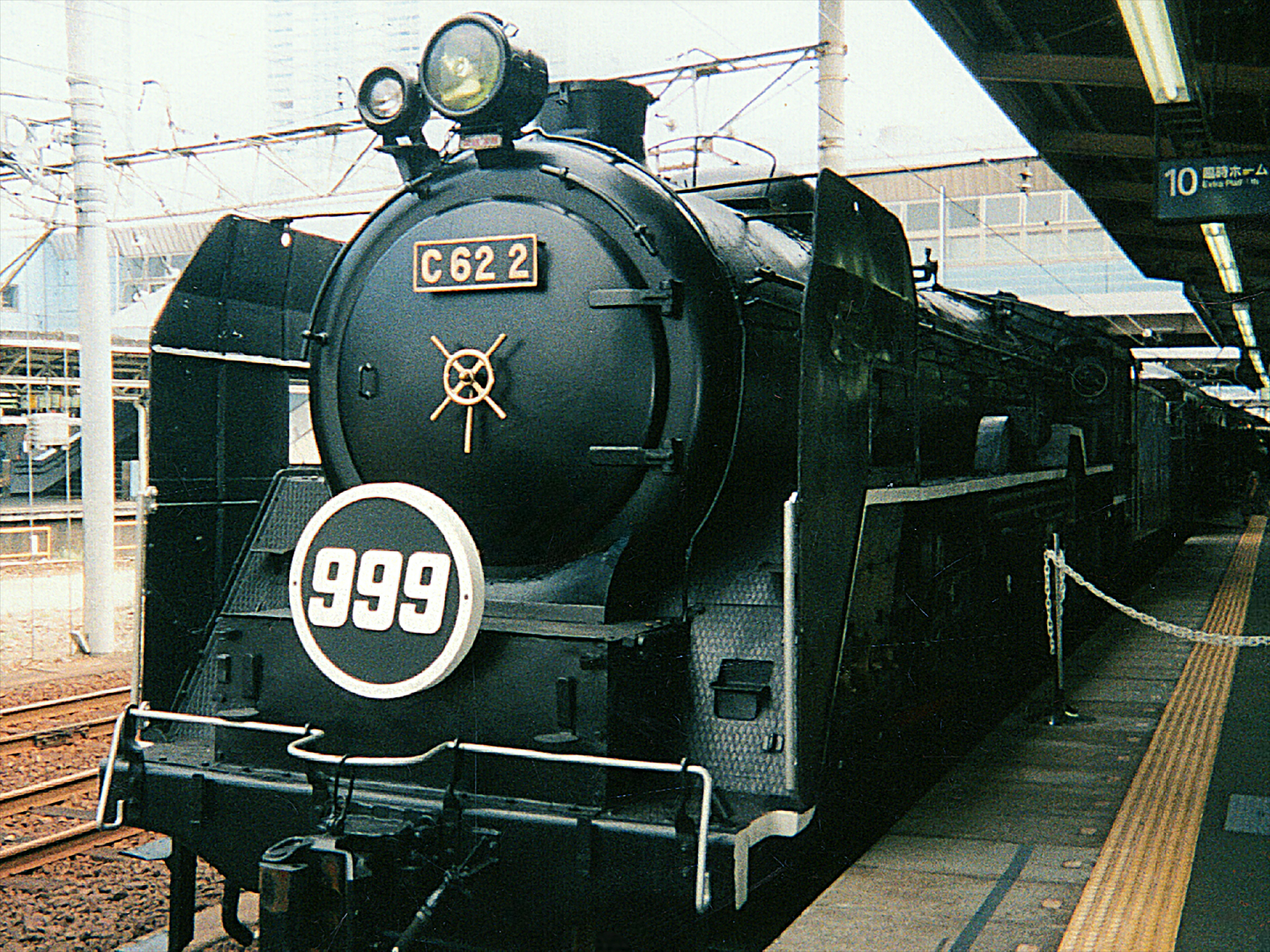
Locomotiva a vapore modello C-62 delle Ferrovie Nazionali Giapponesi.

Nell'anno 2021, in un mondo altamente progredito, una rete ferroviaria si estende per tutta la galassia, con treni spaziali che fanno servizio giornaliero. Viene progettata Megalopolis, città modernissima dal clima sempre controllato, dove gli abitanti più ricchi hanno un corpo meccanico che consente loro di vivere fino a duemila anni grazie al ricambio dei pezzi che non funzionano più; i poveri invece non possono permettersi un corpo meccanico e vivono in tuguri ai margini della città. Il piccolo Tetsuro Hoshino (Masai Hoshino nella serie italiana)  e sua madre, due persone molto povere, vengono a sapere che esiste un pianeta dove si può ricevere gratuitamente un corpo meccanico. Per andarci devono raggiungere Megalopolis e da lì proseguire il viaggio con il Galaxy Express 999, un treno spaziale. La madre viene presto uccisa in una caccia all'uomo organizzata dagli uomini meccanici, che a Megalopolis si divertono a cacciare gli umani per poi ibernarli come trofei, mentre Masai riesce a scappare. Viene salvato da una donna bellissima, Maetel (Maisha Hikoshino nell'anime italiano), che assomiglia a sua madre morta. Maetel gli offre un biglietto gratuito per un viaggio a bordo del Galaxy Express 999, destinazione Andromeda, il pianeta degli uomini meccanici, in cambio della sua compagnia durante il viaggio. Il bambino acconsente.
Tetsuro indossa sempre un vecchio plaid sforacchiato e un cappello a larghe falde donatigli dalla madre di Tochiro (l'inventore dell'Arcadia e grande amico di Capitan Harlock). Nel corso del viaggio spaziale in treno, Tetsuro vive numerose avventure e incontra molti "uomini macchina", incluso il conte Meccanico, l'assassino di sua madre, che sarà vendicata. Col tempo però si rende conto sempre di più che un corpo meccanico non potrà risolvere tutti i suoi problemi. Infatti molte delle persone macchina da lui conosciute rimpiangono di aver rinunciato alla propria umanità.
Maetel fa visita al suo corpo originario su Plutone, dove i corpi umani sono conservati nel ghiaccio ma continua a presentare un aspetto umano.
Dopo molte avventure raggiungono Andromeda, dove Tetsuro scopre una terribile verità: Prometheum, regina dei mille anni, capo dell'impero meccanizzato e madre di Maetel, controlla il pianeta Andromeda tramite componenti di provenienza umana ma completamente meccanizzate, usano il fuoco vitale umano per alimentare il pianeta in uno sconfinato calderone di parti connesse tra loro. Maetel e la Regina sono entità che vivono in simbiosi cerebrale.
Tetsuro non ha deciso in quale corpo meccanico trasferirsi e Menou, la madre di Clear, seguendo le disposizioni ne sceglie un modello per lui. Tetsuro diventerà una vite, un organo cardine dell'immenso sistema che controlla il pianeta. Maetel però oramai nutre profondi sentimenti di affetto verso Tetsuro e si rivolta contro Prometheum. Con l'aiuto di Menou, che fornisce a Maetel una vite falsa di Tetsuro, la installa nel sistema e trova il coraggio di scagliare il pendente nel centro di controllo del pianeta; all'interno del pendente c'è il Dott. Ban, suo padre, che blocca il sistema in modo da permettere la fuga del fuoco vitale che risiede nelle componenti. L'intero pianeta si spegne. Maetel e Tetsuro si dicono addio sperando sia solo un arrivederci.

### Il finale della serie televisiva
Tetsuro e Maetel raggiungono Andromeda dove lui potrebbe finalmente ottenere il desiderato corpo meccanico ma notando la vacuità e la pigrizia degli uomini meccanici che popolano il pianeta viziati dall'immortalità e dall'ozio, decide di tenere il suo corpo umano. La regina Prometheum sperava di conquistare l'universo sfruttando l'intelligenza di Tetsuro qualora fosse divenuto un uomo meccanico; venuta però a conoscenza della sua definitiva decisione, ordina di ucciderlo. Maetel si rivolta contro la madre. Con l'aiuto di suo padre, il Dr. Ban, incastonato nel pendente che lei porta al collo, e aiutata da Tetsuro distrugge Prometheum e il pianeta. La vera natura di Maetel non viene svelata apertamente, ma da alcuni elementi sparsi nella serie si può supporre che possieda delle minuscole parti di un cyborg; ad esempio non invecchia, come si deduce definitivamente dagli episodi 109-110. Il 999 dopo la distruzione di Andromeda torna alla stazione precedente; qui Maetel riparte per lo spazio sul treno 777 sul quale si intravede, seduto accanto a lei, un ragazzo bisognoso di aiuto come lo era stato Tetsuro, il quale invece ritornerà sulla Terra col Galaxy Express 999.
Nota sulla cronologia
La storia si ambienta a partire dal 2021, anno terrestre, tuttavia a causa della logica degli eventi è improbabile considerare una continuità con la storia di Capitan Harlock e non solo. Mentre ci può essere più o meno una coerenza con le storie realizzate in seguito ma ambientate prima, la stessa Maetel durante la storia racconta di come ci sia voluto più di un secolo per rendere Marte vivibile. Considerando le altre storie e la loro cronologia però, ovvero che si ambientano tutte all'inizio circa degli anni 2000 oppure verso l'anno 3000 (nel caso di Harlock) le uniche opzioni coerenti che si possano considerare sono: che quella di Marte sia solo una parentesi di poca importanza, che questa storia altresì non abbia molto senso di essere collegata alle altre (però se Maetel Legend e Space Symphony Maetel esistono, un motivo c'è, per cui dire che questa storia non vi si collega è un po' un controsenso) oppure che, alla luce delle storie scritte in seguito, la scelta di narrazione di ambientare questo nel 2021 risulti un po' infelice, tanto che ambientarla alcuni secoli dopo (per esempio nel 2221 come il film oppure verso il 3000) avrebbe reso il tutto molto più lineare.

## Personaggi
- Tetsuro Hoshino (星野鉄郎 Hoshino Tetsurō)-Masai;
- Maetel (メーテル Mēteru)-Maisha, gemella di Emeraldas;
- Conduttore (車掌 shashō);
- Claire (クレア Kurea);
- Capitan Harlock (キャプテンハーロック Kyaputen Hārokku);
- Antalius (アンタレス Antaresu);
- Emeraldas (クィーン・エメラルダス Kuīn Emerarudasu) gemella di Maetel;
- conte meccanico (機械伯爵 Kikai Hakushaku);
- Prometheum regina dei mille anni (プロメシューム Puromeshūmu) madre di Maetel ed Emeraldas.

## Media

### Manga
Il manga venne originariamente pubblicato tra il 1977 e il 1981 da Shōnen Gahōsha sulla rivista Shounen King, e in seguito raccolto in 18 tankōbon. Nel 1978 fu una delle prime serie a vincere lo Shogakukan Manga Award nella categoria shōnen.
Dopo quindici anni, nel 1996, Matsumoto ha ripreso a disegnare la storia, continuando il manga con lo stesso titolo: i 41 capitoli della seconda parte della vicenda furono pubblicati da Shogakukan dapprima sulla rivista Big Gold e poi, in maniera irregolare dal 1999, su Gold Comic. La serie completa è stata poi raccolta in una nuova edizione da 20 tankōbon, pubblicati tra il 1997 e il 2000 (i primi quattordici coprono la serie storica, i restanti la seconda parte). Nel 2004 Matsumoto ha scritto e disegnato quattro ulteriori capitoli, pubblicati su Big Gold Comic e quindi raccolti nel ventunesimo tankōbon della collezione.
Nonostante ci sia uno stacco narrativo tra la prima e la seconda parte dell'opera, il titolo di quest'ultima è rimasto invariato. Per distinguerle, i lettori giapponesi – a livello non ufficiale – hanno ribattezzato la serie classica "edizione Andromeda" (アンドロメダ編?, Andoromeda-hen) e la seconda "edizione Eternal" (エターナル編?, Etānaru-hen).
Il manga è stato pubblicato in Italia per la prima volta da Planet Manga (Panini Comics) tra il 2005 e il 2011, con periodicità irregolare, proponendo l'edizione Shogakukan in 21 volumi (1-14 prima serie; 15-21 seconda serie).
Nel 2018 viene ripresa la serie con un nuovo racconto intitolato Ginga Tetsudou 999 Another Story: Ultimate Journey, che è la trasposizione dell'omonimo romanzo scritto da Matsumoto nel 2013, il manga è disegnato da Yuzuru Shimazai, la pubblicazione avviene in Giappone tramite la rivista Champion Red, la produzione è tuttora in corso, al momento sono stati pubblicati 8 titoli (Giugno 2022) con un parziale di 44 capitoli.
Disegnata da L.Matsumoto e intitolata  Galaxy Express 999 Dream Black Hole: nel 2018 è uscito il primo capitolo di una ulteriore nuova avventura. il racconto è stato pubblicato nel libro celebrativo per gli 80 anni del fumettista: Leiji Matsumoto Mugen Sozo Kido - 80th Anniversary Chronicle.

### Serie anime

Logo della serie anime

Dalla serie a fumetti, la Toei Animation ha tratto una serie animata in 113 episodi, trasmessa in Giappone tra il 1978 e il 1981. Dall'opera sono stati realizzati anche tre film d'animazione e due cortometraggi, nonché vari spin-off e prequel (sempre in versione animata).
In Italia la serie animata è stata distribuita prima del manga: i primi 52 episodi vennero trasmessi su Rai 2 tra febbraio e luglio 1982 all'interno di TV2 ragazzi; in seguito fu replicata per anni sulle reti locali su distribuzione della ITB, per conto della quale venne doppiata la seconda parte della serie, con un cast vocale diverso. La sigla italiana è stata incisa dagli Oliver Onions col titolo Galaxy.

#### Doppiaggio
| Personaggio                                                                                 | Doppiatore originale | Doppiaggio italiano CITIEMME (ep. 1-52) | Doppiaggio italiano CRC (ep. 53-113) |
| ------------------------------------------------------------------------------------------- | -------------------- | --------------------------------------- | ------------------------------------ |
| Masai (Tetsuro Hoshino)                                                                     | Masako Nozawa        | Massimiliano Manfredi                   | Graziella Polesinanti                |
| Maisha (Maetel)                                                                             | Masako Ikeda         | Cinzia De Carolis                       | Daniela Caroli                       |
| Antalus                                                                                     |                      | Dario De Grassi                         |                                      |
| Freme (ep. 2) Clair (ep. 3) Maria Crow (ep. 25) Lisa (ep. 29) Rasen (ep. 33) Alice (ep. 44) |                      | Laura Boccanera                         |                                      |
| Emilia (ep. 45)                                                                             |                      | Daniela Caroli                          |                                      |
| Lausanne(ep. 45)                                                                            |                      | Susanna Fassetta                        |                                      |
| Dottor Cycloplos                                                                            |                      | Sandro Pellegrini                       |                                      |
| Runa                                                                                        |                      | Stefania Romagnoli                      |                                      |
| Altemis                                                                                     |                      | Serena Spaziani                         |                                      |
| Geronimo (ep. 2)                                                                            |                      | Oliviero Dinelli                        |                                      |
| Controllore                                                                                 |                      | Armando Bandini                         | Bruno Cattaneo                       |
| Computer del treno                                                                          |                      | Sergio Matteucci                        |                                      |
| Voce narrante                                                                               |                      | Luciano Roffi                           | Bruno Cattaneo                       |
| Releuse                                                                                     |                      |                                         | Daniela Caroli                       |
| Capitan Harlock                                                                             | Makio Inoue          |                                         | Alessio Cigliano                     |

### Speciali televisivi
Questi speciali andarono in onda durante o poco dopo la messa in onda originale dell'anime, e ripropongono in versione ampliata gli eventi di alcune puntate della serie:
- Galaxy Express 999 - Kimi wa senshi no yō ni ikirareru ka!! (君は戦士のように生きられるか!!?), tratto dagli episodi 12 e 13; in Italia questo film è stato doppiato ed edito in VHS dalla ITB nei primi anni '80 con il titolo Galaxy Express 999 - Il guerriero, e ristampato in DVD dalla Mondo Home Entertainment nei primi anni 2000 con il titolo (ambiguo) Galaxy Express 999 - Il film;
- Galaxy Express 999 - Eien no tabibito Emeraldas (永遠の旅人エメラルダス?), tratto dall'episodio 22;
- Galaxy Express 999 - Kimi wa haha no yō ni aiseru ka!! (君は母のように愛せるか!!?), tratto dagli episodi 51 e 52;
- Galaxy Express 999 - Shōnen no tabidachi to wakare (少年の旅立ちと別れ?), tratto dagli episodi 79, 80, 81, 112 e 113.

### Serie correlate e spin-off
- Maetel Legend - Sinfonia d'Inverno: serie OAV in due episodi da 45 minuti, ideata da Leiji Matsumoto e prodotta nel 2001. Funge da collegamento tra La regina dei mille anni, Galaxy Express 999 e Queen Emeraldas. Viene raccontato il passato di Maetel e di Emeraldas, principesse gemelle, figlie di Promethium, regina di Lahmetal.
- Space Symphony Maetel - Galaxy Express 999 Outside: serie in tredici episodi, ideata da Leiji Matsumoto e prodotta nel 2004. È il seguito diretto di Maetel Legend - Sinfonia d'Inverno.

- The Galaxy Railways: Ginga tetsudō monogatari: serie in 26 episodi, ideata da Leiji Matsumoto e Hideo Aihara e prodotta dallo studio Planet nel 2003. Racconta la storia delle ferrovie spaziali che nel futuro della Terra trasportano gli esseri umani da un pianeta all'altro, e della Space Defence Force, un corpo militare creato per proteggere i passeggeri.
- The Galaxy Railways: Ginga tetsudō monogatari: Eien e no bunkiten: serie in 26 episodi del 2006, seguito della precedente.
- The Galaxy Railways: Ginga tetsudō monogatari: Wasurerareta toki no wakusei: A letter from abandoned planet: è una serie OAV di 4 episodi del 2006, collocata cronologicamente tra le precedenti, si tratta di un crossover dove i protagonisti delle due serie (Galaxy Express 999 durante il terzo viaggio eternal e The Galaxy Railways) fanno parte di un'unica avventura.

### Lungometraggi

Francobolli delle Poste giapponesi dedicati a Galaxy Express 999

- Galaxy Express 999 - The Movie: nel 1979 la Toei Animation adattò il manga di Leiji Matsumoto in un film cinematografico, diretto da Rintarō. Rispetto alla serie TV, Tetsuro e Maetel visitano soltanto quattro pianeti, riassumendo e in parte riscrivendo alcuni degli eventi più significativi della storia originale per giungere anche a un finale diverso. Fanno la loro comparsa anche Harlock ed Emeraldas. In Italia è stato edito in VHS da Yamato Video nel 1997 e quindi ristampato in DVD.
- Addio Galaxy Express 999 - Capolinea Andromeda: secondo lungometraggio cinematografico dedicato al progetto, è il seguito diretto del primo film. È stato diretto sempre da Rintarō e prodotto dalla Toei Animation nel 1981. Offre un prosieguo della vicenda completamente inedito, non tratto dalla versione cartacea della storia, ma sempre ideato da Leiji Matsumoto. In Italia è stato edito in VHS da Yamato Video nel 1997 e quindi ristampato in DVD.
- Galaxy Express 999: Eternal Fantasy: terzo lungometraggio del progetto, diretto da Kōnosuke Uda e prodotto dalla Toei Animation nel 1998. È la trasposizione della seconda parte del manga, disegnata da Leiji Matsumoto a partire dal 1996. È inedito in Italia.

### Cortometraggi
- Ginga Tetsudō 999: Garasu no Kurea: conosciuto anche col titolo internazionale Galaxy Express 999: Glass no Clear, è un cortometraggio di 15 minuti, diretto da Nobutaka Nishizawa. Il corto è dedicato al personaggio di Clear, la bella ragazza meccanica dal corpo di cristallo, comparsa nel primo volume del manga e nell'episodio 3 della serie TV. È inedito in Italia.
- Ginga Tetsudō 999: Niji no Michishirube: è il secondo cortometraggio della serie, sempre della durata di 15 minuti, diretto da Yoshihiro Ueda e prodotto dalla Toei Animation per il Kitakyushu Expo-Festival del 2001.
- Ginga Tetsudou 999: Diamond Ring no Kanata e: Titolo in inglese: Galaxy Express 999: Beyond the Diamond Ring, è stato trasmesso in anteprima nel "999 Day" il 9 settembre 2009 nel cinema Mitte 10 di Kagoshima, la prefettura con il centro di sviluppo spaziale più importante del Giappone.

### Videogiochi
Tre dei quattro titoli basati sulla serie qui elencati non uscirono mai al di fuori del Giappone.
- Ginga Tetsudō Surī Nain 999[8] (sviluppato da Taito per Arcade) - 1980
- Freedom Fighter (sviluppato da Millennium Games per Arcade) - 1986
- Matsumoto Reiji 999 - Story of Galaxy Express 999 (sviluppato da Banpresto per PlayStation) - 2001
- Ginga Tetsudō 999 DS (sviluppato da Culture Brain per Nintendo DS) - 2010

## Accoglienza
Nel sondaggio Manga Sōsenkyo 2021 indetto da TV Asahi, 150 000 persone hanno votato la loro top 100 delle serie manga e Galaxy Express 999 si è classificata al 73º posto.